# 野桐白粉菌
野桐白粉菌（学名：Erysiphe malloti）是属于白粉菌目白粉菌科白粉菌属的一种真菌，寄生在野桐属植物上。该种分布于中国、日本。